# Ford GP

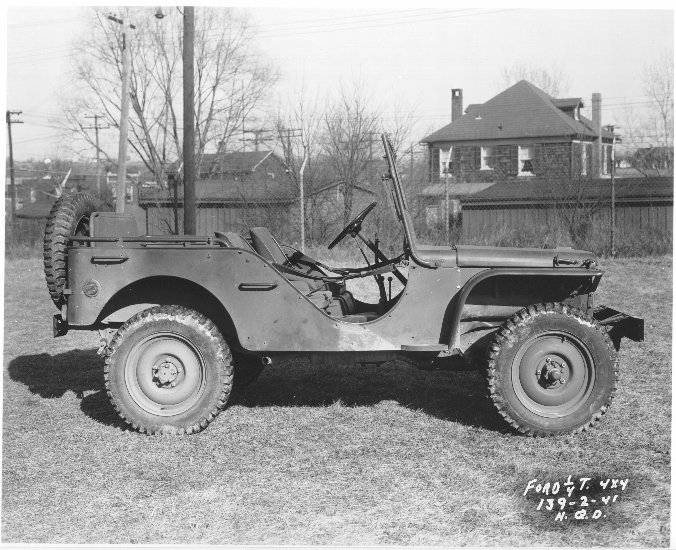
Ford GP

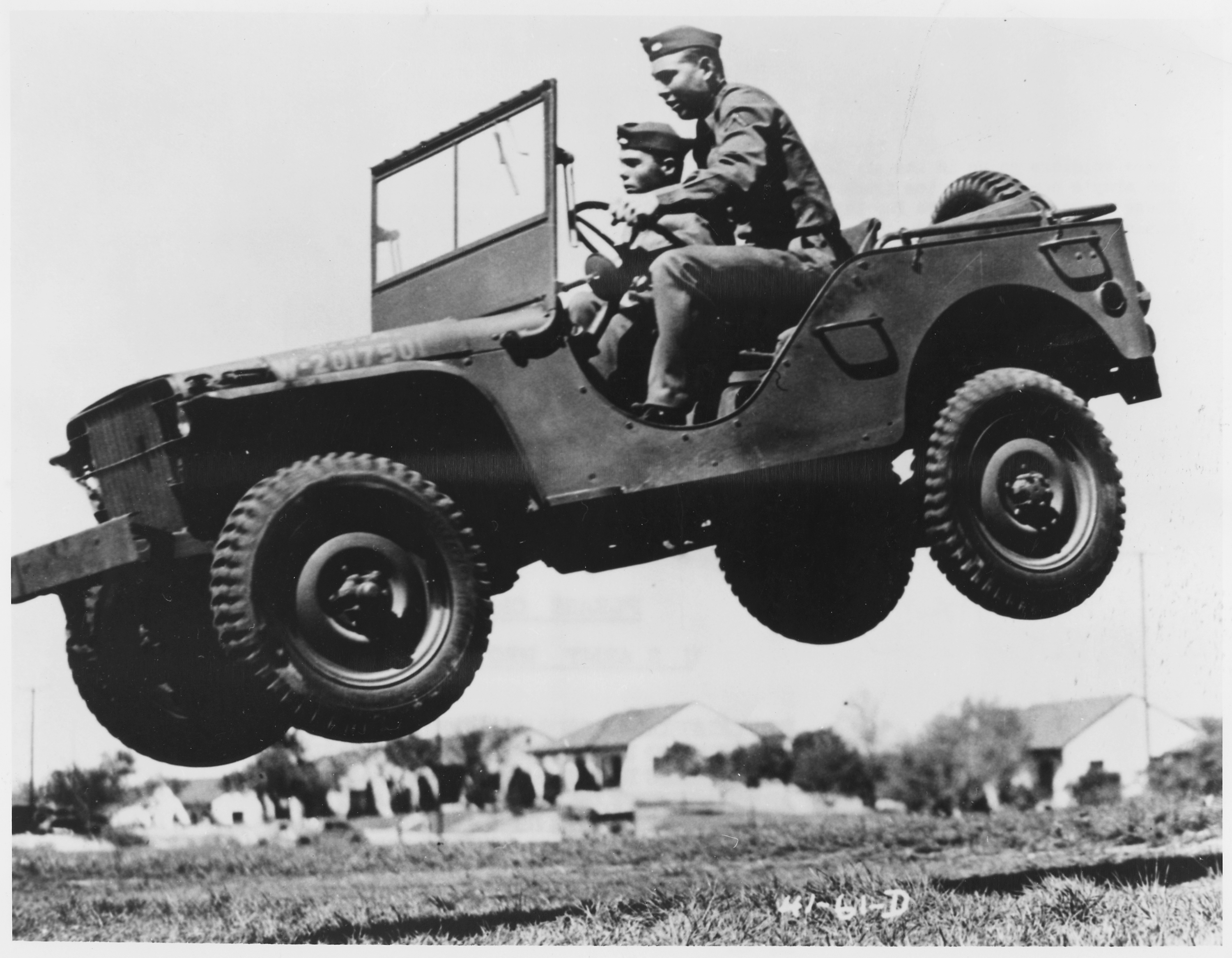
Ford GP

De Ford GP was een terreinwagen, geproduceerd in een kleine serie bij Ford Motor Company.

## Geschiedenis
In verband met de voorbereidingen van de Verenigde Staten op de Tweede Wereldoorlog, kondigde het Amerikaanse Ministerie van Oorlog in juli 1940 een aanbesteding aan voor een licht militair voertuig voor verkenning, transport en andere taken dat de verouderde Ford Model T’s en motorfietsen moest gaan vervangen. Slechts twee kleine Amerikaanse autobedrijven - American Bantam en Willys-Overland - dienden een aanbieding in. Het Amerikaanse leger wilde ook grotere bedrijven met meer productiecapaciteit bij het project betrekken, en vroeg Ford om ook een aanbieding te doen.

American Bantam was de eerste die op 23 september 1940 een testvoertuig aan het leger leverde, het Bantam GPV prototype. Willys-Overland volgde op 13 november met de Willys Quad en op 23 november leverde Ford twee testvoertuigen af bij het testcentrum Camp Holabird bij Baltimore (Maryland): de Pygmy (Pygmee) en een tweede voertuig met een carrosserie gebouwd door de firma Budd.
Zowel de Willys als de Ford-voertuigen waren afgeleid van het Bantam GPV prototype.

## Prototypes
De twee Ford prototypes waren technisch hetzelfde, maar ze hadden een verschillende carrosserie. De auto’s hadden een viercilinder benzinemotor van 1966cc met 42pk. Deze was afgeleid van de Ford Model N tractor motor.
De versnellingsbak met drie versnellingen was afkomstig van de Ford A personenwagen. De 4x4 verdeelbak en de assen waren van de firma Spicer (dezelfde als in de concurrerende testvoertuigen van Bantam en Willys)..
De Pygmy werd met de hand gebouwd bij Ford in Dearborn (Michigan), en er werden onderdelen gebruikt van Ford’s personenwagens en landbouwvoertuigen. Het was de eerste van de testvoertuigen met een vlakke grille waar de koplampen ter bescherming achter waren geplaatst. Het had een extra spant voor de canvastop, de brandstoftank was gemonteerd onder de bestuurdersstoel en het had tweedelige neerklapbare voorruit met een rond buizenframe. Een andere innovatie was de koplampen die op scharnierende steunen waren geplaatst, waardoor ze in het donker konden worden gedraaid om het motorcompartiment te verlichten. Al deze ontwerpkenmerken zijn uiteindelijk verwerkt in de Willys MB, de standaard jeep uit de Tweede Wereldoorlog.
Het tweede prototype, met een carrosserie gemaakt door de Budd Manufacturing Company in Philadelphia (Pennsylvania) en had een smallere motorkap, een rechthoekige grille met verticale staven aan de voorkant en reflectoren op de spatborden. Het had een verticaal te vouwen voorruit in plaats van de schuine.

## Productiemodel Ford GP
Al op 19 november 1940, nog voor het testen van het prototype, ontving Ford een bestelling voor 1500 auto's voor de US Army. Deze gemodificeerde Pygmy’s werden Ford GP genoemd. Daarnaast werden 50 auto's met vierwielbesturing geproduceerd.
Het belangrijkste visuele verschil van de Ford GP ten opzichte van de latere Willys MB/Ford GPW standaard jeeps waren de lagere motorkap (dankzij de lagere motor), de afgeronde voorste spatborden en de grille met meer en dunnere spijlen. Er volgden meer orders, en in totaal werden er 3.969 Ford GP’s geproduceerd, meer dan de andere vroege, pre-standaard jeeps (Willys MA, ontwikkeld uit de Quad (1553) en Bantam BRC-40 (2675), ontwikkeld uit de GPV).
De GP aanduiding was een combinatie van de letters G, die staat voor Government(order) (= overheid(sorder)) en P, een Ford-code die stond voor de 80-inch (203 cm) wielbasis. Later werd de afkorting  GP gebruikt als afkorting van  General Purpose  (= Algemeen Gebruik). Aanvankelijk werd de Ford GP ook wel "Blitz Buggy" genoemd.

## Productiemodel Ford GPW
Het testen begon in op 23 november 1940 in Camp Holabird.
Uit de testen van het Amerikaanse leger bleken de sterke en zwakke punten van elk voertuig. De Bantam GPV was te hoog en had onvoldoende vermogen. De Willys Quad had een krachtiger motor maar was veel te zwaar. De Ford Pygmy had de beste besturing (hoewel deze kwetsbaar was), maar de tractormotor had onvoldoende vermogen en was onbetrouwbaar.
Voor de uiteindelijke order van 16.000 voertuigen koos het Amerikaanse leger voornamelijk vanwege een betere motor voor een verbeterde versie van de Willys MA, Willys eerste productieversie. Dit werd de Willys MB, de standaard jeep uit de Tweede Wereldoorlog.
Omdat Willys-Overland een klein bedrijf was, begon Ford vanaf het einde van 1941 ook met de massaproductie van de standaard Willys MB-jeep in plaats van het GP-model. De Ford gebouwde voertuigen werden Ford GPW genoemd, waarbij de W staat voor Willys.

## Gebruik
Na de introductie van de Willys MB/Ford GPW werden de meeste Ford GP’s, Willys MA’s en de Bantam BRC-40’s in 1941 (in totaal ca. 6.000), in het kader van de Leen- en Pachtwet ((en) : `Lend-Lease Act') van 11 maart 1941, verscheept naar bondgenoten van de Verenigde Staten, met name naar Groot-Brittannië en de Sovjet-Unie.

### Gebruik in Nederland
Door tussenkomst van de Netherlands Purchasing Commission (NPC) in New York, werd het KNIL via de Leen- en Pachtwet ((en) : `Lend-Lease Act'), in 1941 voorzien van Ford GP ‘Blitz Buggies’.
110 Voertuigen waren ingedeeld bij de vijf eskadrons gemotoriseerde cavalerie van het KNIL. Elk eskadron beschikte over 2 pelotons met 11 jeeps. Ook het Korps Mariniers had in deze tijd in Nederlands-Indië de beschikking over een aantal van deze jeeps. Sommige waren bewapend met een mitrailleur, terwijl andere gebruikt werden om antitankgeschut te trekken.
De GP’s van het KNIL zijn in begin maart 1942 ingezet bij de gevechten tegen de Japanners op Java. Sommige Nederlandse Ford GP’s vielen na de capitulatie in handen van de Japanners en werden door hen gebruikt.
Verschillende voertuigen overleefden de Japanse bezetting van Nederlands-Indië, en werden weer door Nederlandse eenheden in gebruik genomen en gebruikt tijdens de Indonesische Onafhankelijkheidsoorlog (1945-49).
Na de val van Nederlands-Indië in maart 1942 werden er ook Ford GP’s geleverd aan de Nederlandse koloniën Suriname en de Nederlandse Antillen.